# Новосілка (Львівський район)
Новосілка  — село в Україні, у Солонківській сільській територіальній громаді Львівського району Львівської області. Населення становить 117 особу (2017).
Відоме своїм джерелом.

## Історія
Перша письмова згадка про село датується 1464 роком. Це є документ в якому суддя Петро з Браніц та підсудок Ян з Високого, земці львівські, засвідчують розподіл маєтків між братами Станіславом та Яном Давидовськими. В документі село зветься Nowosselcze. Ймовірно, село було успадковане ними від їх батька Станіслава (Осташка), а він перед тим від Ходка Лоєвича.
Згідно з Słownik geograficzny Królestwa Polskiego i innych krajów słowiańskich (т.VII стор.287) у 1880 р. село входило до Львівського повіту коронного краю Королівства Галичини та Володомирії та налічувало 184 мешканці. У селі були каплиця, однокласова школа та позичкова каса з капіталом 1965 злотих.

## Населення
За даним всеукраїнським переписом населення 2001 року, у селі мешкала 141 особа. Мовний склад села був таким:
| Мова       | Число ос. | Відсоток |
| ---------- | --------- | -------- |
| українська | 141       | 100      |

## Пам'ятки
- Святе, Чудотворне Джерело. Духовно-відпустовий Центр, Української Греко-Католицької Церкви.
- Храм Положення Ризи Пресвятої Богородиці.
- Новосілецька Ікона Божої Матері.
- Монастир Отців Салезіян св. Івана Боско.

## Галерея

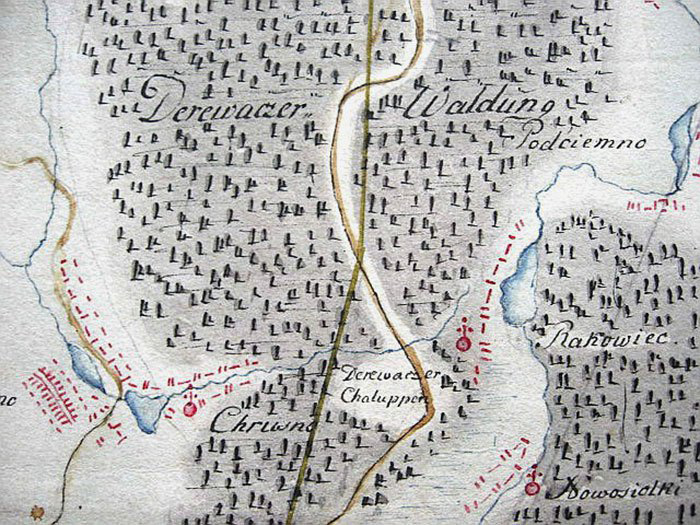
Новосілка на карті другої половини XVIII ст.
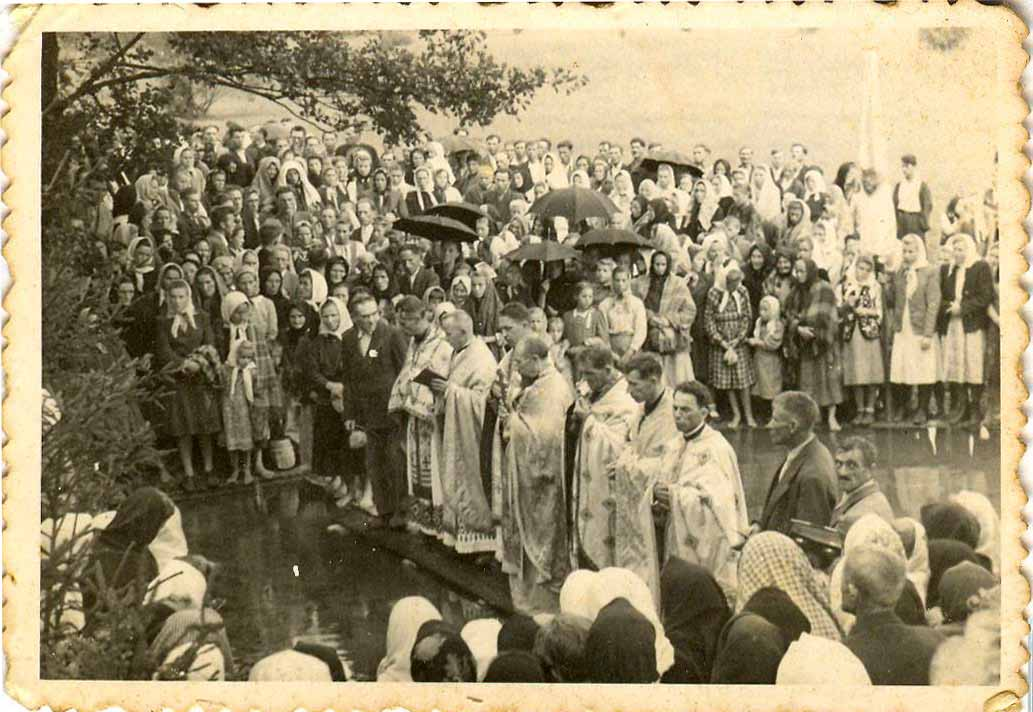
Новосілка. Відпуст і Храмовий празник. 30-ті роки XX ст.
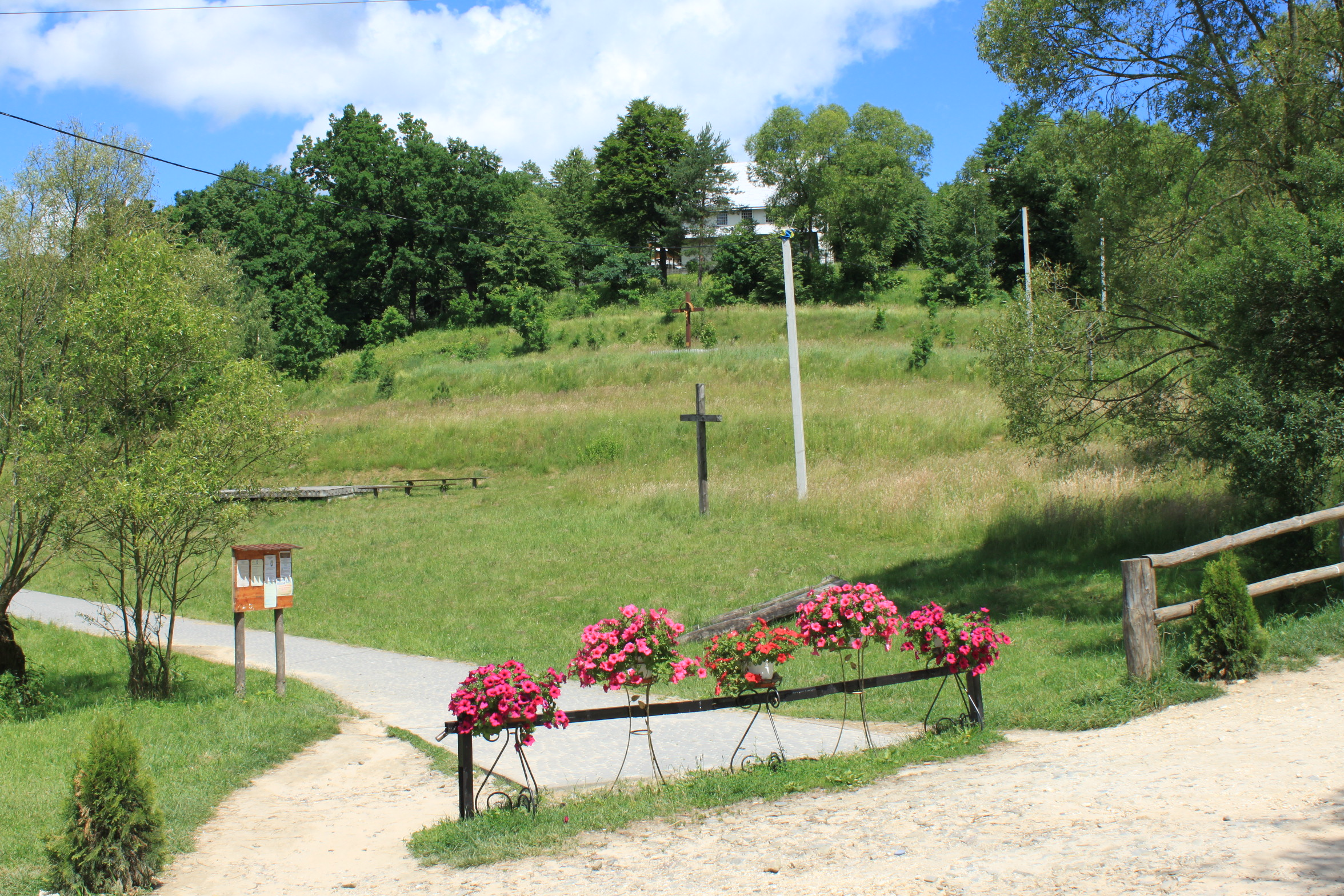
Новосілка. Вхід до Духовно-відпустового Центру УГКЦ
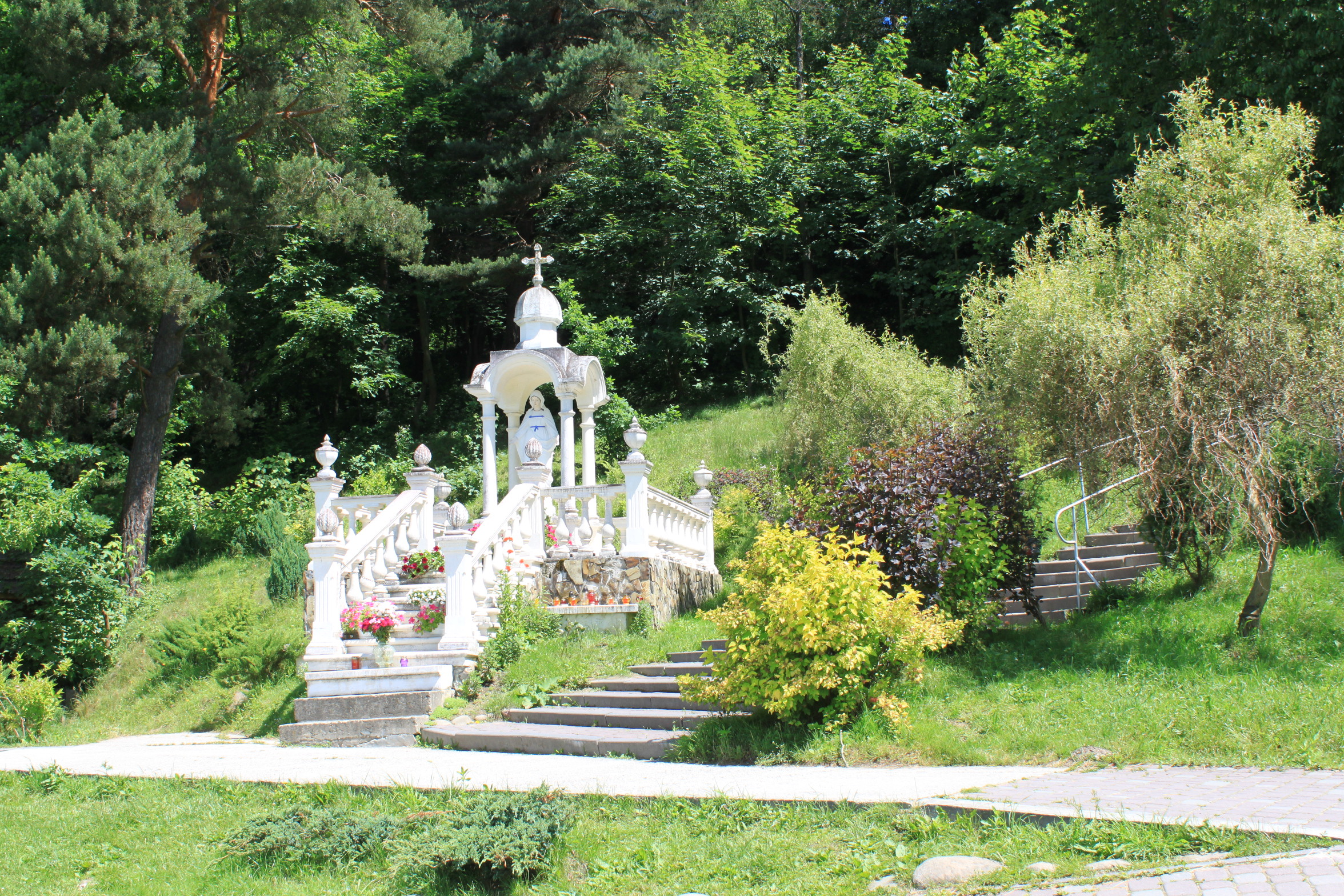
Новосілка. Капличка Матері Божої
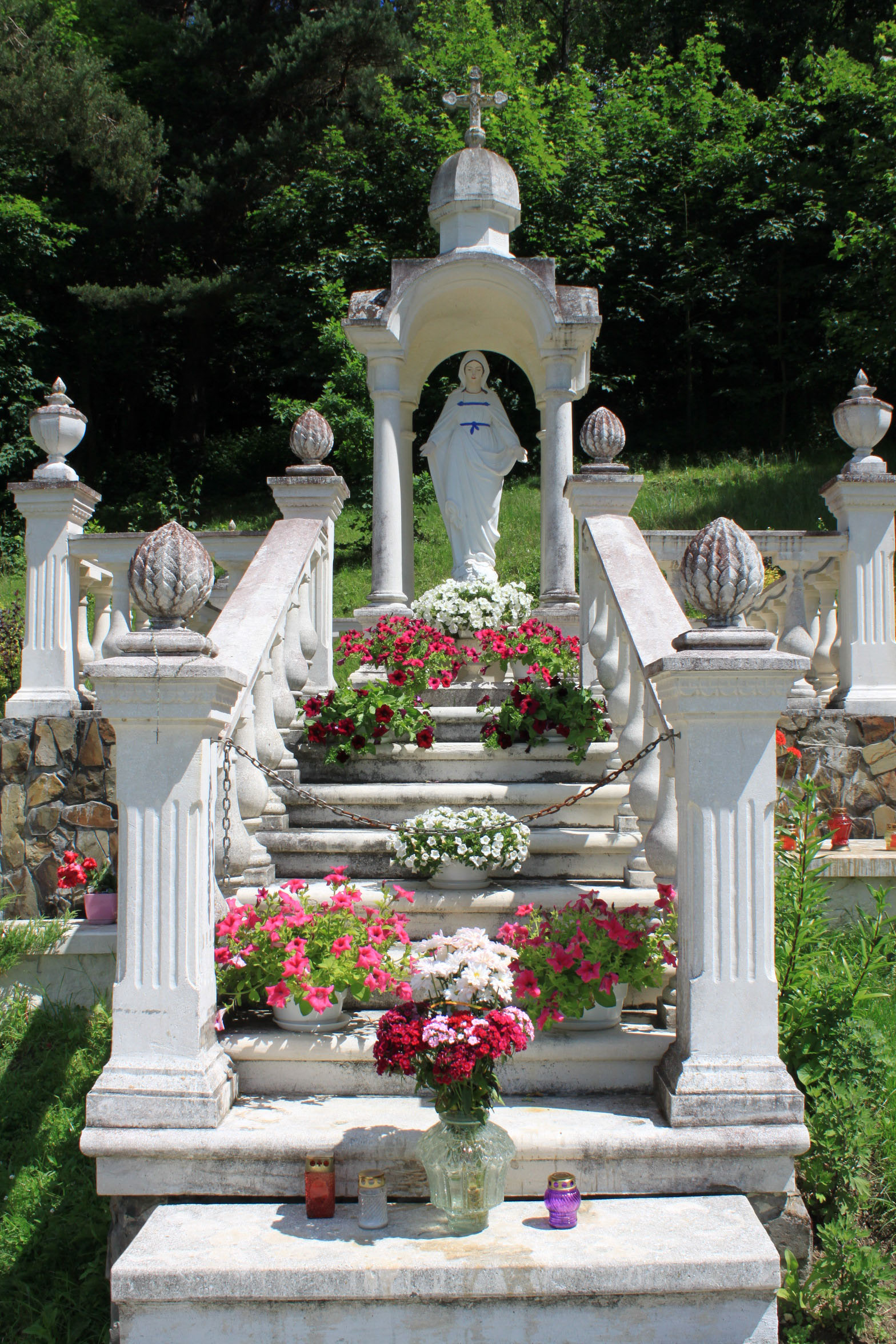
Новосілка. Капличка Матері Божої
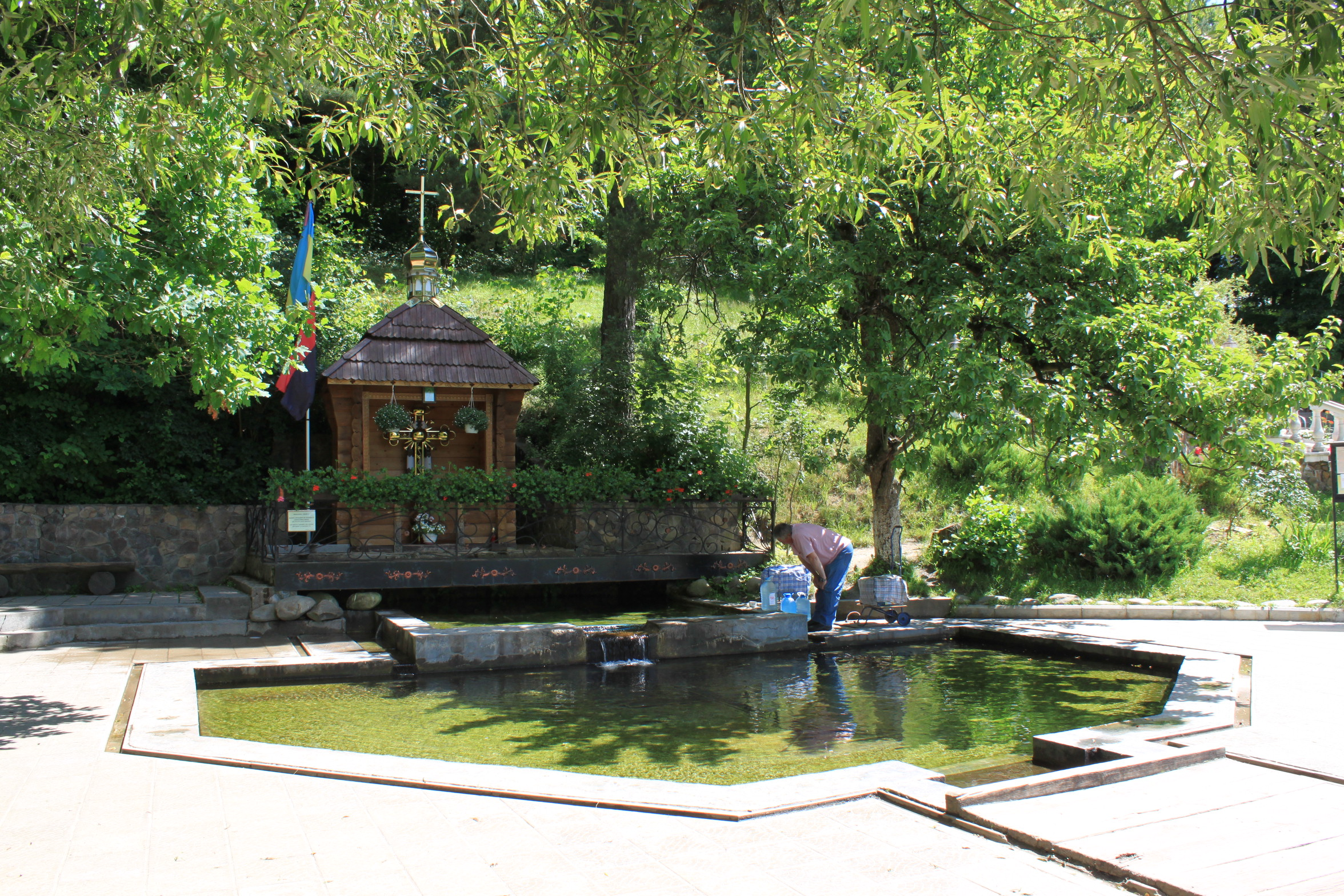
Новосілка. Святе, Чудотворне Джерело
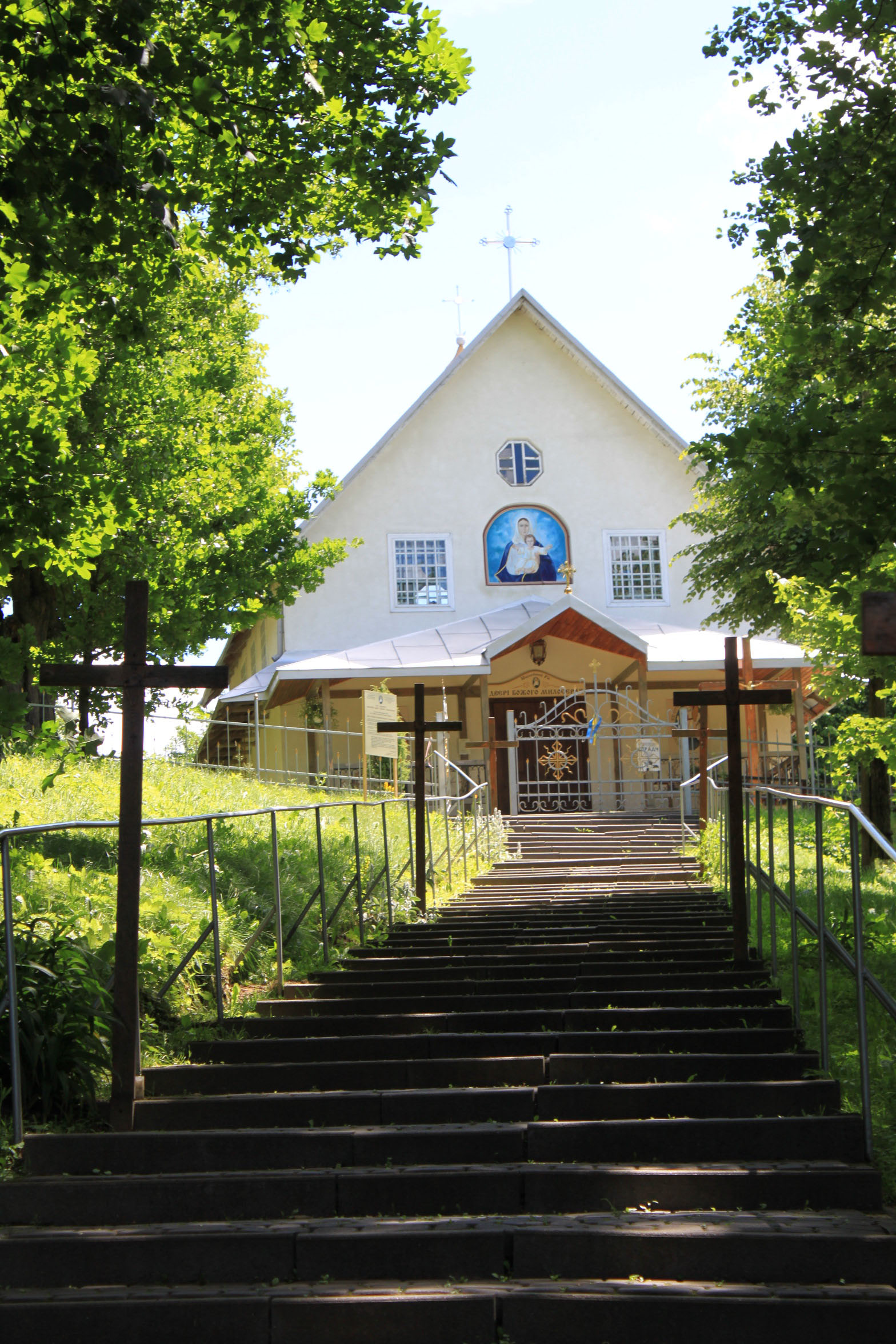
Новосілка. Дорога до храму
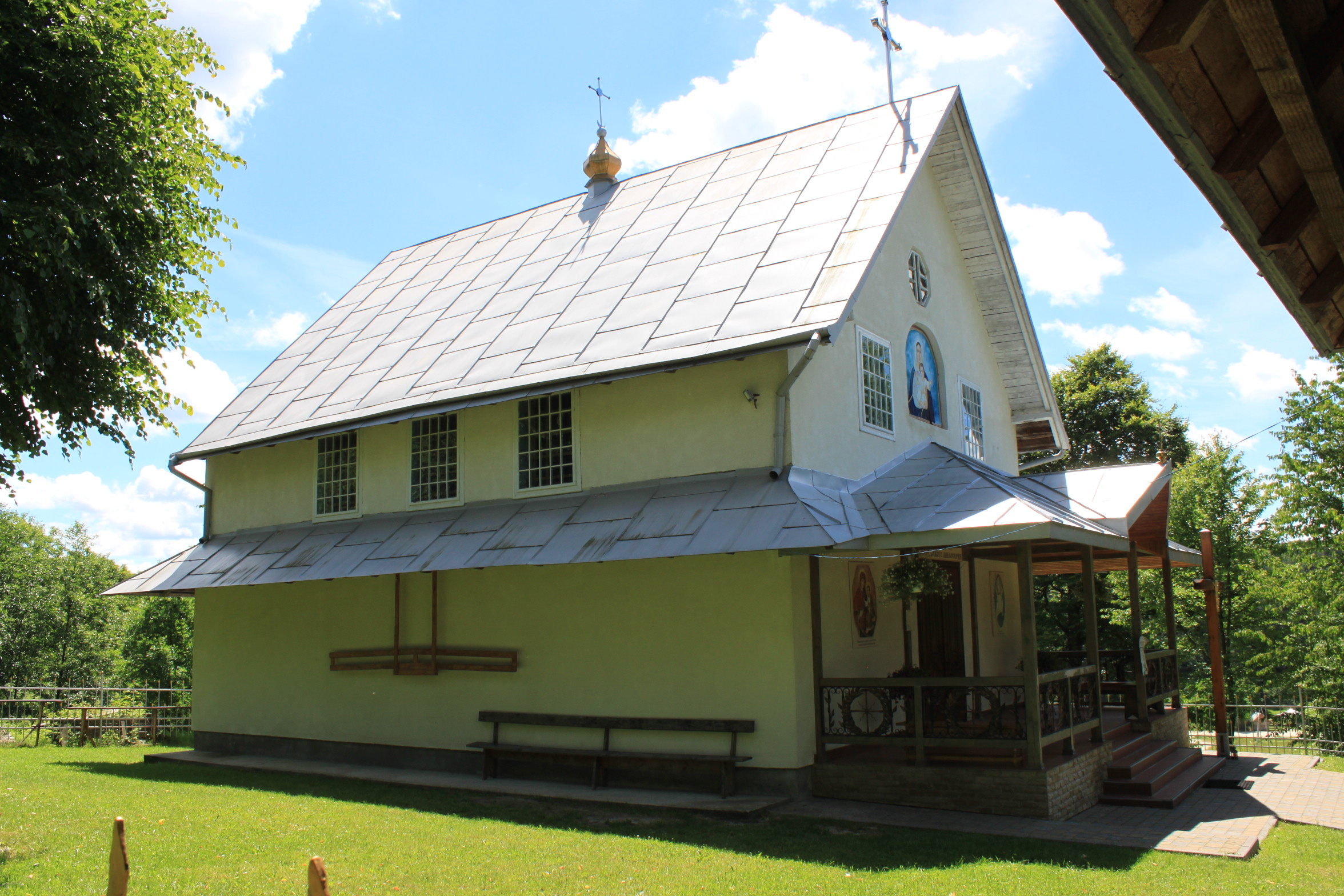
Новосілка. Храм Положення Ризи Пр. Богородиці
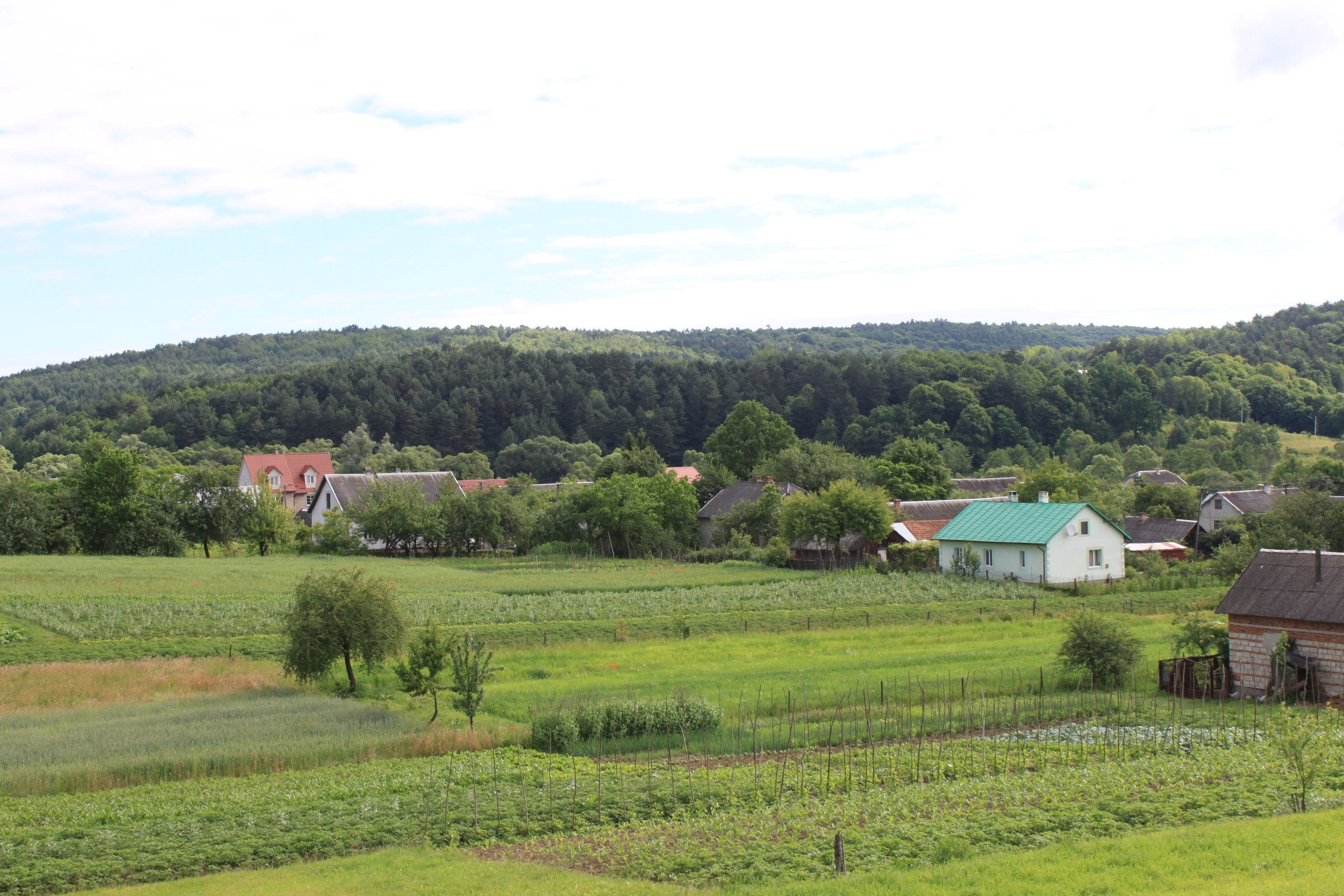
Новосілка. Вигляд з південного заходу
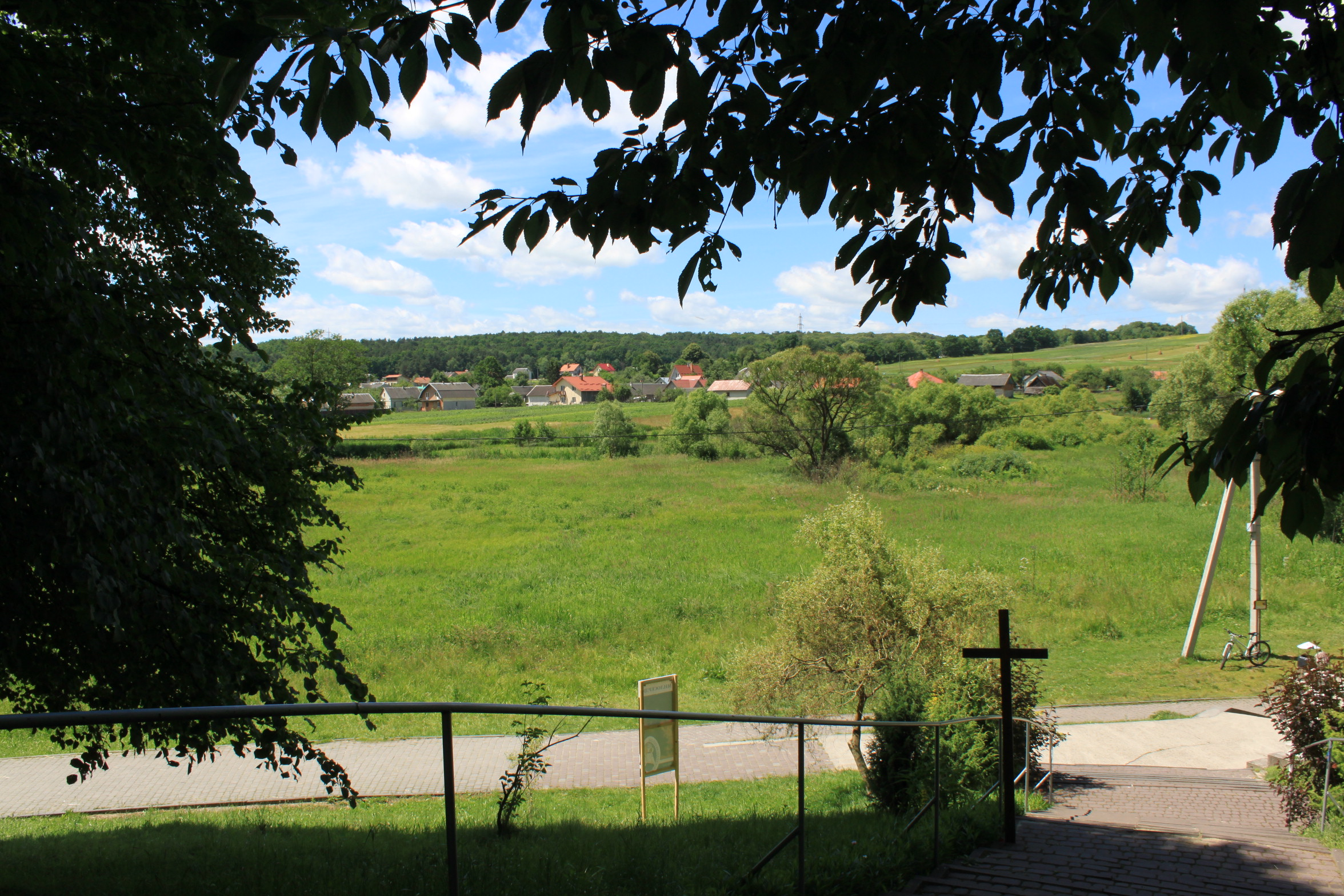
Новосілка. Вигляд з північного сходу 2
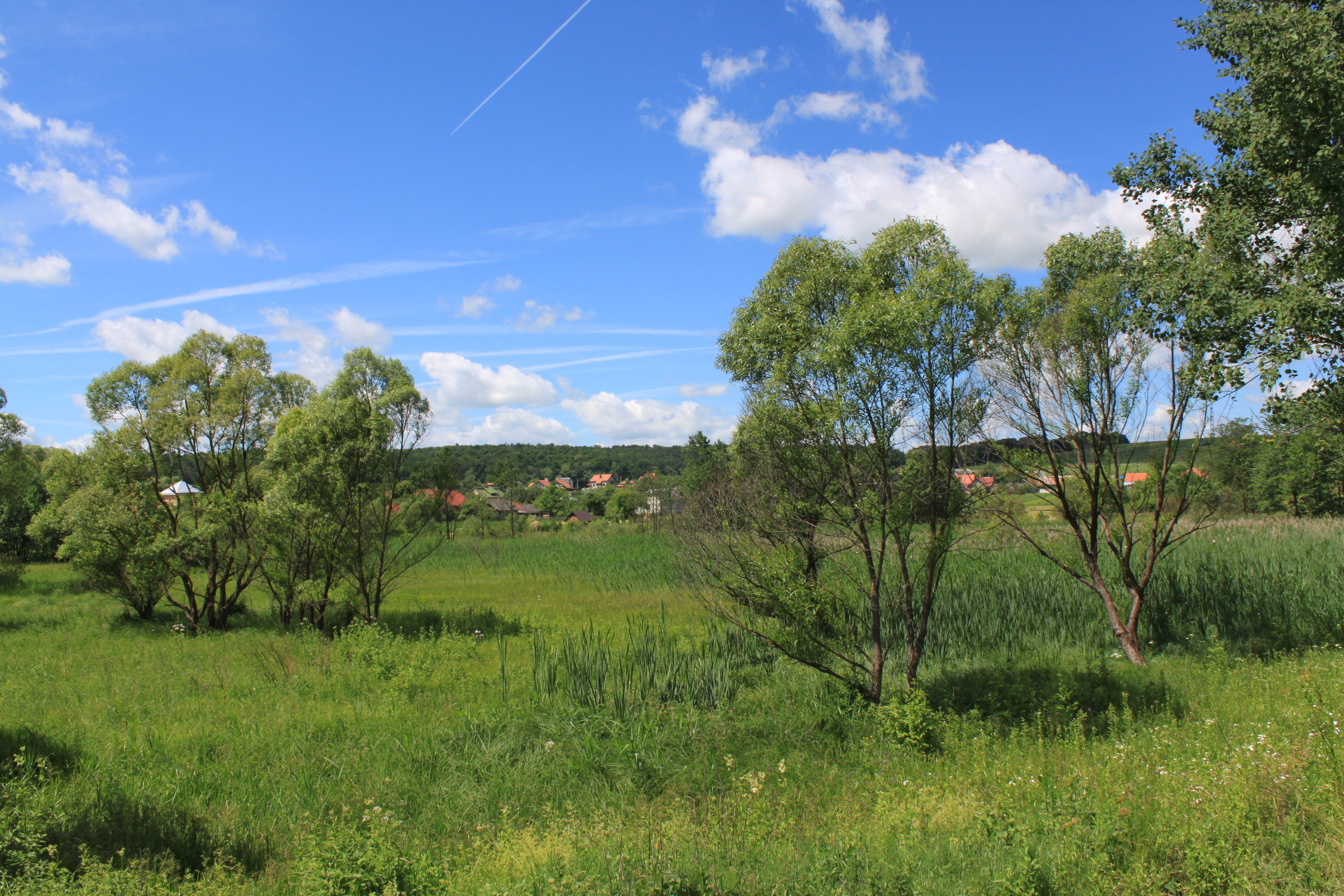
Новосілка. Вигляд з північного сходу